# Mamma Mia!
Mamma Mia! (Мамма Мия!) — мюзикл с либретто на основе 22 песен группы ABBA. Мировая премьера состоялась в 1999 году в Лондоне.

## Описание
Существуют девять постановок шоу (Гамбург, Лас-Вегас, Лондон, Мадрид, Нью-Йорк, Осака, Стокгольм, Штутгарт, Будапешт).
Российская премьера мюзикла состоялась 14 октября 2006 года на сцене Московского Дворца Молодежи (МДМ). Шёл в режиме 8 раз в неделю два сезона. За 20 месяцев было сыграно более 700 спектаклей, которые посетили более 600 000 зрителей. Датой закрытия было намечено 30 апреля 2008 года, но по просьбам зрителей Mamma Mia показ был продлён до 25 мая 2008 года. Мюзикл стал самым успешным за всю историю российского шоу-бизнеса, поставив рекорд по сборам и по популярности.
Через 4,5 года, после трёх других мюзиклов показ Mamma Mia в МДМ был возобновлён с 27 октября 2012 года. В постановку 2012 года вернулась часть старых актёров (Елена Чарквиани и Наталья Корецкая в роли Донны, Андрей Клюев — Сэма, Андрей Бирин — Ская, Дмитрий Головин — Пеппера, Владимир Халтурин — Билла, Елена Назарова в роли Тани, Эльвина Мухутдинова — Рози), при этом появилось много новых артистов (Анастасия Макеева в роли Донны, Антонина Берёзка и Мария Иващенко — Софи, Вадим Мичман и Кирилл Запорожский — Ская, Максим Заусалин и Игорь Портной — Гарри, Этери Бериашвили — Рози).
14—16 марта 2013 были проведены специальные спектакли с «золотым» составом, в которых помимо Елены Чарквиани и Андрея Клюева была приглашена Наталия Быстрова, исполнявшая роль Софи в 2006—2008, «лучшая Софи в мире» по отзывам участников группы ABBA. Кроме того, Наталия сыграла несколько спектаклей и в апреле.
С 19 октября по 16 ноября 2013 года шёл прокат мюзикла в Санкт-Петербурге на сцене Мюзик-Холла.

## Сюжет

### Акт 1
Действие происходит на греческом острове Скопелос, где расположена таверна, которой заправляет властная и требовательная Донна Шеридан. Её 20-летняя дочь Софи поздно ночью тайком отправляет приглашения на свою свадьбу трём мужчинам: Сэму Кармайклу, Гарри Брайту и Биллу Остину (Мечта моя). В  назначенный день приезжают её подруги, Али и Лиза, которым Софи раскрывают тайну: собираясь за замуж за своего возлюбленного Ская она мечтает о том, чтобы церемония прошла по всем правилам, а для этого ей не хватает самой малости — чтобы к алтарю её отвёл её же отец, в чём как раз и проблема, так как у Софи нет отца. 20 лет назад Донна, сама не намного старше дочери, родила её вне брака и на все вопросы Софи отвечала лишь одно: отец ничего о ней не знает, потому что они разошлись задолго до того, как Донна сама поняла, что беременна. Но случайно Софи нашла дневник Донны, который та вела в год её рождения, и узнала, что у неё поочерёдно было сразу три романа, которые могли привести к появлению Софи на свет, — с Сэмом, Биллом и Гарри. Софи находит этих людей и посылает им приглашения на свадьбу, но сами приглашения пишет от лица матери. Саму Донну она не ставит в известность (Милый, милый).
В свою очередь сама Донна приглашает на свадьбу дочери своих старых боевых подруг — Таню и Рози, которые когда-то были её бек-вокалистками в их поп-группе «Донна-энд-Дайнамос». В отличие от Донны, у них нет детей, но на счету Тани три брака и миллионное состояние, а Рози и вовсе не замужем, но всё такая же весёлая и лёгкая на подъём. Между тем становится понятно, что гостиничный бизнес Донны переживает не самые лучшие времена (Money, Money, Money). Позже в тот же день прибывают и Сэм (американец-архитектор), Гарри (британец-банкир) и Билл (австралиец-натуралист). Софи убеждает их не говорить Донне, что она пригласила их (Спасибо тебе за песни). Донна удивлена видеть своих бывших любовников (Mamma Mia) и уходит в слезах. Она, плача, объясняет Тане и Рози ситуацию и они подбадривают её (Chiquitita), пытаясь убедить Донну, что она всё ещё может быть такой же, как в молодости (Танцующая королева).
Софи, тем временем, в замешательстве: она рассчитывала, что сразу узнает своего отца, как только увидит его, чего не происходит. Она пытается рассказать Скаю, что она чувствует от всего этого, на что Скай говорит ей, что он будет единственным человеком, который ей будет нужен (Просто любовь мне дай). На девичнике Софи «Донна-энд-Дайнамос», надев свои старые костюмы, решают тряхнуть старинной и исполняют свои песни (Супер труппа). Сэм, Билл и Гарри случайно заходят на вечеринку и гости уговаривают их остаться (Дайте! Дайте! Дайте! (Мне встретить мужчину)). Софи вызывает «отцов» поочерёдно на разговоры и тут выясняются интересные подробности. Выясняется, что у Билла была покойная богатая тётка-гречанка, которая после рождения Софи взяла Донну к себе сиделкой и в благодарность завещала ей все свои деньги, на которые Донна и построила таверну, однако план таверны в своё время шутки ради набросал на обороте меню Сэм. 
В конечном итоге, когда троица узнаёт, что у Софи нет отца, до них доходит, что этим отцом может быть один из них. Хотя Софи просит их ничего не говорить Донне (Это что за игра), каждый из троих вызывается вести Софи к алтарю. Находящаяся в полном смятении и потому сильно расстроенная Софи покидает вечеринку (Voulez-Vous).

### Акт 2
Софи снится ночной кошмар, в котором Бил, Сэм и Гарри борются за право вести её к алтарю (Я под огнём). Софи расстроена и Донна, предполагая, что Софи хочет отменить свадьбу, предлагает разобраться со всеми деталями. В ответ Софи обижается и сообщает, что её дети, по крайней мере, не вырастут безотцовщиной. Когда  она уходит из комнаты, приходит Сэм, чтобы поговорить с Донной о Софи, но Донна не хочет его слушать (Кто-то). Она сердита на Сэма, потому что расстались они после того, как выяснилось, что он уже помолвлен с другой. Но теперь она признаёт, что из всей троицы именно его любила больше всех, после чего оба признаются, что хотели бы попытаться возобновить прежнюю любовь (S.O.S.).
На пляже Гарри спрашивает Таню, что отец невесты обычно должен делать на свадьбе дочери. Таня объясняет, что её отец дал денег. После этого к ней пытается подкатить работающий в таверне Донны молодой парень Пеппер, но она отвергает его (Если мама будет не прочь). Скай узнаёт, зачем Софи пригласила троицу, и, расстроенный тем, что она не посвятила его в свои планы, обвиняет её в корыстности: по его мнению она закатила свадьбу только ради того, чтобы выяснить кто её отец. После этого к Софи приходит Сэм и пытается дать отцовский совет, описывая свой неудачный брак (Зная всё, зная нас), но Софи не утешается. Гарри приходит к Донне и предлагает оплатить всю свадьбу, после чего они вспоминают об их романе (Это лето). Софи приходит к Донне и просит помочь ей надеть свадебное платье. Во время этого Софи выясняет печальную правду: её бабушка отреклась от Донны, когда узнала о залёте, из-за чего Донна с дочерью и осели в Греции. И хотя Донна говорит, что совершенно не жалеет о том, что всё так получилось, Софи вынуждена признать, что кем бы её биологический отец не был, он не сделал для неё ничего из того, что сделала Донна, и принимает решение: к алтарю её должна вести Донна. Сама же Донна в это же время обнаруживает, что за все эти 20 лет они с Софи ни разу не проводили совместно время как мать и дочь (Снова ускользает от меня). 
Приходит Сэм и пытается снова поговорить с Донной, но она не хочет его видеть и просит уйти. Он отказывается, на что Донна напоминает ему, как сильно он разбил ей сердце (Кто победил, тот прав). Оказывается, они все ещё очень любят друг друга, хотя и против лучшего суждения Донны. Рози делает последние приготовления в таверне (венчание будут проводить в таверне), когда приходит расстроенный Билл, узнавший, что вести Софи к алтарю будет Донна. Он констатирует, что постоянно остаётся в одиночестве, но его привлекает Рози, которая призывает его пересмотреть свои взгляды на жизнь (Испытай меня). Собираются гости, Донна проводит Софи к алтарю. Но прежде чем у священника будет возможность начать церемонию, Донна признаётся всем собравшимся о присутствии отца Софи. И хотя сама Софи признаётся, что знает это, для чего и пригласила троицу, она узнаёт ещё одну неожиданную правду: Донна сама понятия не имеет, кто из них её отец — интервалы между романами были такими короткими, что узнать это было невозможно. Все участники истории соглашаются с тем, что личность отца не имеет значения, так как Софи любит всех троих, а сами они счастливы быть хотя бы на одну треть её отцом. Наконец, Гарри, который часто упоминал свою «другую половинку» на протяжении всего шоу, признаётся, что это мужчина. 
Внезапно Софи прекращает венчание и признаётся, что не готова выйти замуж. Сэм использует свой шанс и признаётся Донне, что 20 лет назад полюбил её и расторг свою помолвку. Он вернулся в Грецию, но обнаружил, что Донна уже крутит роман с другим (с Биллом), после чего всё-таки женился на своей изначальной невесте, родил детей, но в итоге развёлся. Донна прощает его (О да, о да, о да, о да, о да). В финале Сэм и Донна женятся, а Софи и Скай отправляются в кругосветное турне (Мечта моя) .

## Музыкальные номера
| Акт I - Overture / Prologue - «I Have a Dream (Мечта моя)» — Софи - «Honey, Honey (Милый, милый)» — Софи, Али и Лиза - «Money, Money, Money» — Донна и компания - «Thank You for the Music (Спасибо тебе за песни)» — Софи, Сэм, Гарри и Билл - «Mamma Mia» — Донна и компания - «Chiquitita» — Таня, Рози и Донна - «Dancing Queen (Танцующая королева)» — Таня, Рози и Донна - «Lay All Your Love on Me (Просто любовь мне дай)» — Скай, Софи и компания - «Super Trouper (Супер труппа)» — Донна, Таня и Рози - «Gimme! Gimme! Gimme! (A Man After Midnight) (Дайте! Дайте! Дайте! (Мне встретить мужчину))» — Софи, Али, Лиза и компания - «The Name of the Game (Это что за игра)» — Софи и Билл - «Voulez-Vous» — компания | Акт II - Entr’acte - «Under Attack (Я под огнём)» — Софи и компания - «One Of Us (Кто-то)» — Донна - «S.O.S.» — Донна и Сэм - «Does Your Mother Know (Если мама будет не прочь)» — Таня, Пеппер и компания - «Knowing Me, Knowing You (Зная всё, зная нас)» — Сэм - «Our Last Summer (Это лето)» — Гарри и Донна - «Slipping Through My Fingers (Снова ускользает от меня)» — Донна и Софи - «The Winner Takes It All (Кто победил, тот прав)» — Донна - «Take a Chance on Me (Испытай меня)» — Рози и Билл - «I Do, I Do, I Do, I Do, I Do (О да, о да, о да, о да, о да)» — Сэм, Донна и компания - «I Have a Dream (Мечта моя)» — Софи - Bonus: «Mamma Mia» — компания - Bonus: «Dancing Queen» — компания - Bonus: «Waterloo» — компания - Bonus: «Happy New Year» — компания (только на новогодних показах) |